# 岩崎民男
岩崎 民男（いわさき たみお、1894年（明治27年）8月8日 - 1978年（昭和53年）1月30日）は、日本の陸軍軍人。最終階級は陸軍中将。

## 経歴
山口県出身。農業・岩崎孝の長男として生まれる。萩中学校、広島陸軍地方幼年学校、陸軍中央幼年学校本科を経て、1915年（大正4年）5月、陸軍士官学校（27期）を卒業。同年12月、歩兵少尉に任官し歩兵第20連隊付となる。1922年（大正11年）11月、陸軍大学校（34期）を卒業した。
1923年（大正12年）12月、参謀本部付勤務となり、参謀本部員を経て、1926年（大正15年）3月、陸軍兵器本廠付となり陸軍派遣学生として東京帝国大学法学部で学ぶ。1929年（昭和4年）3月、陸軍技術本部付兼陸軍省官房付に発令され、兵器本廠付（陸軍省調査班）に転じた。1930年（昭和5年）8月、歩兵少佐、1934年（昭和9年）8月、歩兵中佐に昇進。1936年（昭和11年）8月、人事局徴募課員に就任し、1937年（昭和12年）8月、朝鮮軍参謀に転じ、同年11月、歩兵大佐に進級した。
1938年（昭和13年）9月、歩兵第47連隊長に就任し日中戦争に出征。1940年（昭和15年）12月、陸軍少将に昇進し歩兵第39旅団長に着任。1941年（昭和16年）11月、興亜院蒙彊連絡部長官となり太平洋戦争を迎えた。1942年（昭和17年）11月、大東亜省張家口駐在公使に転じ、1944年（昭和19年）3月、陸軍中将に進む。同年7月、第111師団長に就任し、済州島で連合国軍の上陸に備えて防禦陣地の構築などを行っていたが、戦闘を交えることなく終戦を迎えた。1945年（昭和20年）12月、予備役に編入された。
1947年（昭和22年）11月28日、公職追放仮指定を受けた。

## 親族
- 娘婿 上妻正康（陸軍少佐、陸将）[1]